# Rubus adenotrichos
Rubus adenotrichos là loài thực vật có hoa trong họ Hoa hồng. Loài này được Schltdl. miêu tả khoa học đầu tiên năm 1839.